# 岭北镇 (诸暨市)
岭北镇，是中国浙江省绍兴市诸暨市下辖的一个镇。

## 行政区划
下辖以下地区：
岭北周村、梅坞村、金山湖村、三洲村、水带村、孚家湖村、岭顶村和金湾村。